# Idolatteria cantharopisca
Idolatteria cantharopisca är en fjärilsart som beskrevs av Obraztsov 1966. Idolatteria cantharopisca ingår i släktet Idolatteria och familjen vecklare. Inga underarter finns listade i Catalogue of Life.